# Романьоли, Симоне
Симоне Раманьоли (итал. Simone Romagnoli; род. 9 февраля 1990, Кремона, Ломбардия, Италия) — итальянский футболист, центральный защитник клуба «Фрозиноне», выступающий на правах аренды за команду «Сампдория».

## Клубная карьера
В январе 2007 года Романьоли перешёл из «Кремонезе» к «Милану», незадолго до того, как ему исполнилось 17 лет. В молодёжной команде до 17 лет выиграл национальный чемпионат в 2007 году. Также был капитаном команды до 20 лет, выигравшая национальный кубок в 2010 году.
В сезоне 2009/10 Романьоли стали привлекать в основную команду. Он был включён на скамейку запасных на матч лиги против «Палермо», но на поле так и не вышел.
В сезоне 2010/2011 Романьоли был отдан в аренду клубу «Фоджа». 14 августа 2010 года он официально дебютировал за клуб в первой игре группового этапа Кубка итальянской Серии C против «Л’Акуилы», который «красно-чёрные» выиграли со счетом 2:1. На следующей неделе, в первом матче чемпионата сезона, он забил свой первый гол головой с углового.
8 июля 2011 года, после окончания аренды в «Фодже», он перешёл из «Милана» в «Пескару» из Серии B по соглашению о совместном владении.
24 июня 2022 года Романьоли подписал контракт с «Пармой».
31 января 2023 года присоединился к клубу «Лечче».

## Карьера за сборную
4 июня 2012 года дебютировал за молодёжную сборную Италии в матче против сборной Ирландии.